# Rhein-Freileitungskreuzung Duisburg-Wanheim

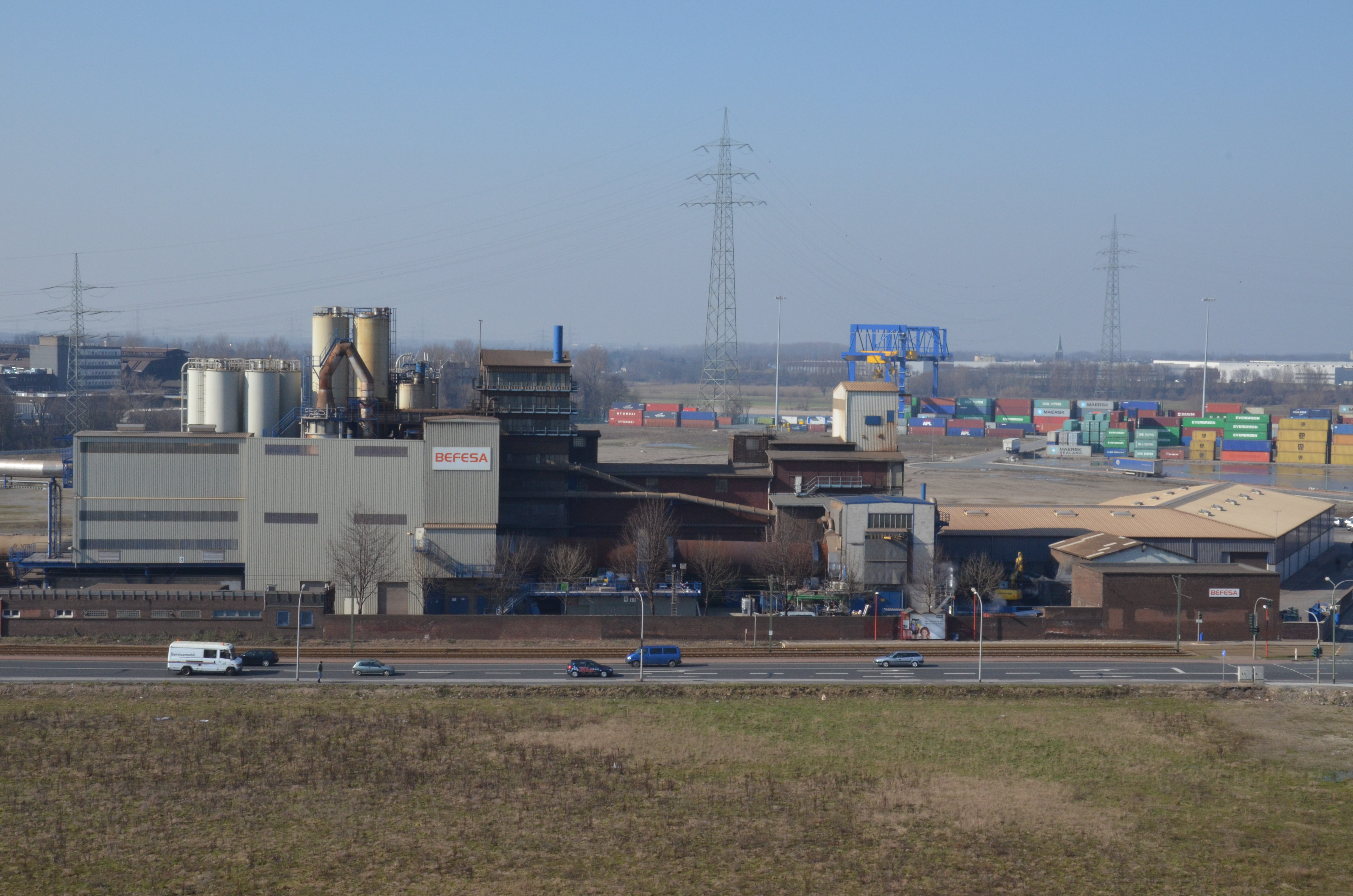
Blick vom Angerpark zu den beiden Masten (Bildmitte bis rechts im Hintergrund), 2011

Die Rhein-Freileitungskreuzung Duisburg-Wanheim ist eine auf zwei 122 Meter hohen Gittermasten mit drei Traversen verlegte Hochspannungsleitung, die den Rhein überquert. Sie gehört zusammen mit den anderen Freileitungskreuzungen des Rheins in Duisburg-Rheinhausen, Duisburg-Hüttenheim, Orsoy und Voerde zu den bemerkenswertesten Freileitungskreuzungen in Nordrhein-Westfalen, da sehr hohe Freileitungsmaste verwendet werden.
Koordinaten: 51° 22′ 53,1″ N, 6° 43′ 32,1″ O